# Santo Daime
Il Santo Daime o Chiesa del Santo Daime è una pratica religiosa sincretica fondata negli anni trenta nello stato amazzonico dell'Acre da Raimundo Irineu Serra (conosciuto anche come Mestre Irineu), un umile seringueiro (operaio che estrae il lattice dall'albero del caucciù), e poi diventata un movimento diffusosi in tutto il mondo negli anni novanta.

## Origine
Mestre Irineu nasce nel nordest brasiliano quattro anni dopo la Lei Áurea del 1888 con cui la principessa Isabella abolisce definitivamente la schiavitù in Brasile. Cresce in una famiglia cattolica e all'età di 12 anni, attirato dal boom delle piantagioni di caucciù, si imbarca sul Rio delle Amazzoni per raggiungere l'ovest brasiliano e "arruolarsi" presso la città di Rio Branco, capitale dello Stato dell'Acre, nei cosiddetti "soldati della gomma": i seringueiros appunto che venivano mandati nella foresta vergine per raccogliere il lattice del caucciù per la produzione della gomma.
Proprio grazie alla sua professione entra in contatto, nella regione di confine tra il Brasile, la Bolivia e il Perù, con alcuni sciamani della foresta amazzonica che fanno uso della bevanda sacra di origine millenaria denominata ayahuasca.
Irineu la prova e sperimenta una serie di visioni trascorrendo otto giorni in solitudine nella foresta. Mentre osserva la luna durante una sessione con l'ayahuasca, a Mestre Irineu appare avvicinandosi una figura femminile incoronata in cui riconosce la Vergine Maria. La Regina gli affida la missione di costituire un movimento religioso che potesse riscattare, dopo secoli di soprusi, la profonda spiritualità dei popoli della Foresta Amazzonica alla luce e in unione con gli insegnamenti cristiani.
Irineu Serra inizia a guidare delle cerimonie usando la ayahuasca, dove molte persone malate che non possono permettersi le cure mediche o perché non hanno trovato giovamento nella medicina ufficiale, cercano la guarigione.

## Descrizione
Il movimento religioso del Santo Daime è una dottrina cristiana sincretica, basata sugli insegnamenti universali cristiani con enfasi alla lettura dei Vangeli in armonia e unione con tradizioni culturali, folcloristiche e religiose indigene di origine millenaria.
Incorpora elementi di varie religioni o tradizioni spirituali, come cattolicesimo popolare, spiritismo kardecista, animismo africano e sciamanesimo sudamericano. Il nucleo cristiano è combinato con altri elementi, come l'enfasi sulla gnosi e la responsabilità personale, il riconoscimento del valore della natura (il sole, la luna e le stelle), così come il simbolo totemico del 'beija-flor', il colibrì. Anche gli esseri spirituali dello sciamanesimo indigeno amazzonico e deità del pantheon africano come Ogum e Iemanja sono incorporati nella dottrina.
In generale il Santo Daime promuove uno stile di vita sano in conformità con il motto di Mestre Irineu "armonia, amore, verità e giustizia", così come altri valori dottrinali chiave, come amore, carità e fraternità umana, forza, umiltà e purezza di cuore.
La religione, che la maggior parte dei praticanti anziani chiama Dottrina di Mestre Irineu, si basa poco su testi scritti.
Essa propone un "lavoro spirituale" ("trabalho"), che ha come obiettivo quello di raggiungere l'auto-conoscenza e l'unione con Dio: i suoi insegnamenti si apprendono con l'esperienza, cantando degli inni che celebrano gli eterni valori dell'amore, dell'armonia e della forza con immagini poetiche e metaforiche.
La natura del "trabalho" a volte è personificata e identificata come 'Juramidam', un nome rivelato a Irineu nella sua esperienza visionaria, che significa, letteralmente, "Dio (jura) e i suoi soldati (midam)".

### IlSanto Daime
Ayahuasca in lingua quechua significa "liana delle anime" e identifica un decotto di piante della foresta: una pianta rampicante legnosa, la liana Banisteriopsis caapi, unita ad altri ingredienti. In modo più specifico il termine indica la pianta principale utilizzata per la sua preparazione: lo jagube, una liana appunto, che da terra sale verso il cielo e simboleggia nella tradizione una sacra scala che unisce il piano terrestre a quello divino.
L'ayahuasca viene chiamata in molti modi: Hoasca, Ayahuasca, Yage e Caapi, e, nel caso della culto fondato da Mestre Irineu, Santo Daime (o semplicemente Daime). È ritenuta sacra per tutte le etnie e tribù appartenenti al bacino amazzonico, dove viene utilizzata da migliaia di anni come bevanda sacramentale all'interno dei rituali religiosi sciamanici di queste popolazioni. In molte regioni è ancora una medicina comune usata per trattare varie malattie e anche per i suoi effetti inducenti visioni.
Contiene il composto psicoattivo dimetiltriptamina (DMT), una triptamina endogena, presente in molte piante, animali e nel fluido cerebrospinale degli esseri umani. La DMT viene prodotta naturalmente nel cervello umano durante la fase REM ed è rilasciata in grandi quantità al momento della morte, ma, se ingerita, di solito viene digerita dallo stomaco ed è necessario un inibitore della monoamino ossidasi, in questo caso armina e armalina, per permettere alla DMT di raggiungere il cervello; l'inibitore presente in alcuni degli ingredienti dell'ayahuasca.
Nella Chiesa del Santo Daime, dove rappresenta un sacramento enteogeno, la mistura viene preparata usando solo la liana Jagube e la foglia dell'arbusto Psychotria viridis, conosciuta dai membri della chiesa come "Regina della Foresta," dalla figura apparsa al fondatore della chiesa durante una visione, figura che lo spinse a iniziare la religione.
Il tè viene preparato dai membri della chiesa con una cerimonia che dura una settimana, nel corso di una celebrazione chiamata "feitio". Si cantano degli inni e si beve il Daime mentre gli uomini battono la liana riducendola in polvere e le donne puliscono e scelgono le foglie. Per il modo molto specifico in cui preparano il sacramento e il modo molto specifico in cui lo usano, la bevanda non è chiamata "Ayahuasca" ma "Santo Daime". In alcune comunità ci sono distinzioni molto chiare e si dice "Ho bevuto il Santo Daime per venti anni, ma non ho mai assunto la Madre Ayahuasca".

### Rituali
"Tutti quelli che bevono questa bevanda santa non solo devono cercare di vedere delle belle cose mentre correggono i propri difetti, ma devono anche dare forma alla perfezione della propria personalità per prendere il proprio posto in questo battaglione e seguire questa linea. Se essi potessero agire in questo modo, essi direbbero, Io sono un fratello" - Mestre Irineu

il culto liturgico si riassume nella pratica di un rituale basato su canti collettivi, a volte eseguiti danzando, altre volte semplicemente seduti su delle sedie, tramite i quali si loda Dio, gli Esseri Divini, il Sole, la Luna, le Stelle e le Forze della Natura.
Le cerimonie sono chiamate trabalhos ("lavori"), perché di solito possono durare fino a 12 ore, e consistono nel bere il Daime, stando seduti in silenziosa "concentrazione" o ballando, cantando gli inni e suonando le maracas. Tutto questo richiede e sviluppa vigore e ``firmeza`` (fermezza).
In questi momenti ritualizzati di preghiera e meditazione si condivide l'assunzione della bevanda sacramentale Ayahuasca, che fu ribattezzata da Mestre Irineu con il nome di Santo Daime e che non sarebbe altro che l'eucaristia. In portoghese "Dai-me" significa "dammi" (letteralmente, "datemi", con la 2 persona plurale usata, di norma, in portoghese nelle forma reverenziale con cui ci si rivolge ad entità numinose) , come in "daime força, daime amor" (dammi forza, dammi amore), frase che si trova in uno dei primi "Inni" di Mestre Irineu.
L'assunzione del Daime, pur non avendo questo un reale potere farmacologico oggettivamente emetico o lassativo, può provocare vomito o stimolare l'evacuazione intestinale, fenomeno accolto come una forma di purificazione dalle impurità emotive e fisiche.
Con il loro contesto devozionale, i canti celebrano i principî divini. La Croce di Caravaca, con il suo doppio raggio orizzontale, sta sull'altare. Ogni seduta comincia e finisce con preghiere cristiane. La pratica del Santo Daime presenta molti tipi di rituali: due di questi sono le concentrações ("concentrazioni") e i bailados ("danze"), noti anche come hinários ("innari"). Altri rituali si concentrano sulla recita del rosario o sulla guarigione. I partecipanti bevono il Daime in tutti i tipi di rituali, ma ci sono delle differenze: le concentrazioni sono meditazioni silenziose, praticate stando seduti, mentre gli innari comprendono danze e inni cantati suonando le maracas.
I partecipanti al rituale si sottomettono a un processo attraverso il quale essi possono apprendere delle cose.  Ciò può comportare vari prodigi - l'ayahuasca è famosa per le visioni che genera e per il senso di comunione con la natura e la realtà spirituale - e anche lezioni più terrene, meno piacevoli, su se stessi. Si ritiene che il Daime riveli sia gli aspetti positivi sia quelli negativi o irrisolti dell'individuo, dando luogo a "passaggi" difficili che comportano la disintegrazione di questo contenuto psicologico dissociato.

### Inni del Santo Daime
Gli insegnamenti essenziali della Dottrina sono trasmessi attraverso degli inni, che, mentre vengono cantati, si pensa creino un collegamento diretto con la dimensione astrale e con il divino. Mestre Irineu affermava di aver ricevuto 129 inni del suo innario, una raccolta di inni che segna il suo viaggio spirituale e la sua evoluzione da quando cominciò a bere il Daime fino alla morte. Cantando questi inni, si pensa che il partecipante sia in grado di collegarsi con lo spirito, gli insegnamenti e la redenzione di Mestre Irineu e, in molti modi, di cominciare a precorrere lo stesso cammino spirituale che ha percorso Irineu.
Nelle credenze del Santo Daime spesso gli inni sono recepiti come trasmissioni dirette dalla dimensione astrale ed è attraverso il canto degli inni che gli insegnamenti del Maestro, dei Padrini e delle Madrine vengono trasmessi ai membri. Attraverso la forza del sacramento, gli inni diventano testimonianza vivente e portano energie specifiche di guarigione, forza, comunione, perdono e rimembranza. Molti membri della chiesa ricevono degli inni e la Dottrina comprende, letteralmente, migliaia di inni.
L'esecuzione di particolari inni coincide con le date ufficiali del calendario del Santo Daime, che comporta il canto dell'innario del Maestro il giorno dell'Immacolata Concezione (7 dicembre), Natale (25 dicembre), Epifania (6 gennaio), San Giovanni (23 giugno). L'innario di Padrinho Sebastiao viene cantato il giorno della nascita di Mestre Irineu (15 dicembre), il giorno della nascita di Padrinho Alfredo (7 gennaio), a San Sebastiano (19 gennaio), il giorno della nascita di Madrinha Rita (25 giugno) e anche alla Festa del Papà (seconda domenica di Agosto). L'innario di Padrinho Alfredo viene cantato a San Giuseppe (18 marzo), a San Pietro (28 giugno) e anche il 31 dicembre per l'Anno Nuovo.
I membri della Chiesa che parlano lingue diverse dal portoghese, spesso "ricevono" degli inni nella loro lingua madre.

## Diversificazione delle denominazioni
La morte di Mestre Irineu nel 1971 ha provocato una diversificazione all'interno della comunità del Santo Daime. Da un punto di vista globale, la diversificazione più significativa è quella avvenuta quando Sebastiao Mota de Melo, da tutti chiamato Padrinho Sebastiao, abbandonò il centro originario con un grande gruppo di seguaci e formò un gruppo noto come CEFLURIS. Molti dei seguaci di Padrinho Sebastiao erano brasiliani della parte meridionale e ricca del Paese, oppure cittadini di Paesi sudamericani che erano interessati al Daime per la propria esperienza con la controcultura della classe media.
Anche dopo la separazione seguita alla morte di Mestre Irineu, alcuni gruppi continuano a eseguire i "lavori" nel modo originale, come aveva insegnato Mestre Irineu.
Secondo i documenti della chiesa, questa spaccatura ha comportato un disaccordo sull'uso della cannabis. I seguaci di Sebastiao Mota de Melo credevano nella marijuana come pianta curativa e la chiamavano Santa Maria, usandola nelle cerimonie per stimolare la capacità di diventare dei medium (per incorporare gli spiriti a scopo di guarigione). I seguaci di Mestre Irineu considerano l'uso della cannabis, e in generale le altre forme di "mediumship", come estranee alla dottrina.
All'inizio degli anni ottanta Padrinho Sebastiao spostò il quartier generale della chiesa a Ceu do Mapia. Negli anni ottanta il CEFLURIS creò dei centri nel Brasile meridionale. Il gruppo adesso ha affiliati in America del Nord, in Europa e in Giappone, oltre che in tutto il Brasile.